# Correio Web
Correio Web é o portal de internet do Distrito Federal, que pertence aos Diários Associados.

## História
Foi criado em agosto de 1996, o Correio Web já foi vencendor do Prêmio iBest de 2002, 2003 e 2004, como melhor site regional, e também do top três em 2005 e 2006.